# Servizio di migrazione statale dell'Azerbaigian
Il Servizio di migrazione statale dell'Azerbaigian è un'istituzione governativa all'interno del Gabinetto dell'Azerbaigian responsabile della regolazione delle attività nel settore migratorio, che tiene conto delle questioni di sicurezza nazionale e dello sviluppo socioeconomico e demografico stabile nella Repubblica dell'Azerbaigian. Il comitato è guidato da Vusal Huseynov.

## Storia
Il 25 luglio 2006, il decreto presidenziale sul "Programma statale di migrazione della Repubblica dell'Azerbaigian" per il periodo di due anni ha preso misure nel campo delle attività migratorie al fine di controllare meglio la sicurezza nazionale, garantire lo sviluppo economico e demografico nel paese, assicurare l'uso razionale della manodopera e fermare i processi irregolari nella migrazione. Alla ricerca di politiche e programmi statali nel campo della migrazione, il servizio di migrazione statale è stato istituito il 19 marzo 2007.

## Struttura
L'agenzia è diretta da un presidente. L'organizzazione è suddivisa nella gestione dell'Apparato e di altri dipartimenti. Le funzioni principali del servizio dell'agenzia sono: garantire la politica statale nel campo della migrazione; sviluppo di sistemi complessi della gestione delle migrazioni, con l'obiettivo di prevedere i processi migratori, prevenire l'immigrazione clandestina; partecipazione alla cooperazione internazionale, organizzazione del monitoraggio della migrazione; permettere o vietare la residenza temporanea e permanente di cittadini stranieri o apolidi, mantenendo i dati sulla migrazione dei profughi azeri ecc. Il Servizio partecipa inoltre alle ricerche, analisi e ispezioni di immigrati clandestini assieme al Ministero degli affari interni, al Ministero della sicurezza nazionale, al Ministero del lavoro e della protezione sociale della popolazione e al Servizio di frontiera di Stato della Repubblica dell'Azerbaigian.

## Cooperazione internazionale
L'attività principale del servizio di migrazione statale, istituito per attuare la politica statale in materia di migrazione, lo sviluppo di un sistema per la gestione, la regolamentazione e la previsione dei processi migratori, il coordinamento delle attività degli enti statali competenti in questo settore e il rafforzamento del dialogo tra paesi, relazioni nel settore della lotta alla migrazione illegale. Così come lo sviluppo della collaborazione con gli organi competenti di Stati esteri, organizzazioni internazionali e quelle non governative al fine di applicare le esperienze pratiche e innovative nel campo della gestione delle migrazioni e dello sviluppo coordinato.
Il servizio di migrazione statale della Repubblica dell'Azerbaigian estende la collaborazione con gli strumenti del dialogo internazionale, incluso il processo di Almaty, il processo consultivo per la protezione dei rifugiati e la migrazione internazionale, Il processo di Parigi, istituito per rafforzare la cooperazione tra i paesi dell'Unione europea, lo Spazio Schengen, il partenariato orientale, i Balcani Occidentali, l'Asia centrale, la Russia e la Turchia e sulle opere della creazione di un sistema di gestione della migrazione sostenibile: il processo di Budapest, che coinvolge più di 50 governi e 10 organizzazioni internazionali.
Il Servizio di migrazione statale della Repubblica dell'Azerbaigian utilizza strumenti internazionali per regolare i processi migratori, collabora a livello bilaterale e multilaterale con organizzazioni internazionali che operano nell'ambito delle migrazioni e strutture competenti degli Stati esteri. 
Il Servizio di migrazione statale sta ampliando la cooperazione con l'Organizzazione internazionale per le migrazioni , l'Unione europea , l'Alto commissariato delle Nazioni Unite per i rifugiati , la Comunità degli Stati Indipendenti e il Centro internazionale per lo sviluppo delle politiche migratorie. Anche su base bilaterale con la Repubblica di Turchia, la Federazione Russa, il Regno dei Paesi Bassi e altri paesi nel campo della migrazione legale, gestione efficace della migrazione, riammissione, rimpatrio volontario, protezione sociale dei migranti, attuazione di progetti comuni.

## Organizzazione internazionale per la migrazione
Dopo l'adesione della Repubblica di Azerbaigian all'Organizzazione internazionale per le migrazioni, si tengono regolarmente incontri e scambi di opinioni fra le due istituzioni sulla regolazione dei processi migratori, l'istituzione di un ufficio di riammissione efficace, interviste con i richiedenti asilo, il rafforzamento del sistema di informazione sul mercato del lavoro e altre aree di interesse.
L'Organizzazione internazionale per le migrazioni ha implementato una serie di progetti in Azerbaigian volti a proteggere i diritti dei migranti e la loro integrazione sostenibile. Attualmente, il progetto "Migliorare la capacità di migrazione e gestione delle frontiere in Azerbaigian" (dal 2014) è stato implementato con successo. Allo stesso tempo, l'8 dicembre 2016, è stato firmato un accordo tra il Servizio di Migrazione statale della Repubblica dell'Azerbaigian e l'Organizzazione Internazionale per le Migrazioni sulla cooperazione per attuare un progetto pilota per facilitare il rimpatrio volontario dei migranti dall'Azerbaigian. L'accordo approvato dal Decreto del Presidente della Repubblica dell'Azerbaigian del 23 febbraio 2017 è entrato in vigore dal 2 marzo 2017.

## Alto commissariato delle Nazioni Unite per i rifugiati
La Repubblica dell'Azerbaigian collabora con l'Alto commissariato delle Nazioni Unite per i rifugiati per risolvere i problemi dei rifugiati e degli sfollati interni in Azerbaigian. Riunioni d'affari sono tenute regolarmente fra la Rappresentanza dell'organizzazione in Azerbaigian e i dipendenti del Servizio per quanto riguarda la determinazione dello status di rifugiato, il ritorno volontario nel paese di origine dei richiedenti asilo e su altri argomenti di interesse. Correntemente, il progetto "Iniziativa di miglioramento della qualità dei sistemi di volta nell'Europa orientale e nel Caucaso meridionale" è in fase di attuazione congiuntamente con l'Alto commissariato delle Nazioni Unite per i rifugiati.

## Comunità degli Stati Indipendenti
La Comunità degli Stati Indipendenti (CSI) è un'altra organizzazione con cui la Repubblica dell'Azerbaigian sta collaborando. L'Azerbaigian è rappresentato dal servizio di migrazione dello Stato nel Consiglio dei capi degli organismi per la migrazione, che opera nel quadro della CSI. Nei limiti dei suoi poteri, tenendo conto dell'opinione speciale della leadership del paese, il Servizio coopera con gli Stati membri del Consiglio (ad eccezione della Repubblica di Armenia). Il 30 settembre 2010 e il 12 ottobre 2016 a Baku, rispettivamente, si sono tenuti l'ottavo e il diciannovesimo incontri del Consiglio.

## Unione Europea
Il servizio di migrazione statale sta attivamente utilizzando tali programmi dell'UE come il gemellaggio (Twinning Program) e l'assistenza tecnica e lo scambio di informazioni (TAIEX). Inoltre, il servizio di migrazione statale della Repubblica dell'Azerbaigian è rappresentato nella prima piattaforma del partenariato orientale dell'UE "Democrazia, governo competente e stabilità". Il 29 novembre 2013 sono stati firmati gli "Accordi sulla semplificazione del regime dei visti tra la Repubblica di Azerbaigian e l'UE", il 28 febbraio 2014 "Gli accordi tra la Repubblica di Azerbaigian e l'Unione europea sulla riammissione delle persone senza permesso" e la "Dichiarazione congiunta tra la Repubblica di Azerbaigian, l'Unione europea e la partecipazione Stati membri nel partenariato per la mobilità".
Firmando l'accordo di cooperazione tra il governo della Repubblica dell'Azerbaigian e il Centro internazionale per lo sviluppo della politica migratoria, i rapporti tra le parti sono entrati in una nuova fase. La suddetta organizzazione ha implementato diversi progetti nel quadro del Programma di migrazione: diversi progetti sono stati implementati in Azerbaigian dalla parte di scientifica dell'Unione europea (MİEUX). Il servizio di migrazione statale della Repubblica dell'Azerbaigian sviluppa relazioni bilaterali con le autorità di migrazione degli altri paesi. Tra questi paesi dovrebbero essere segnalati la Repubblica di Turchia, la Federazione Russa e il Regno dei Paesi Bassi.